# Monowinkel

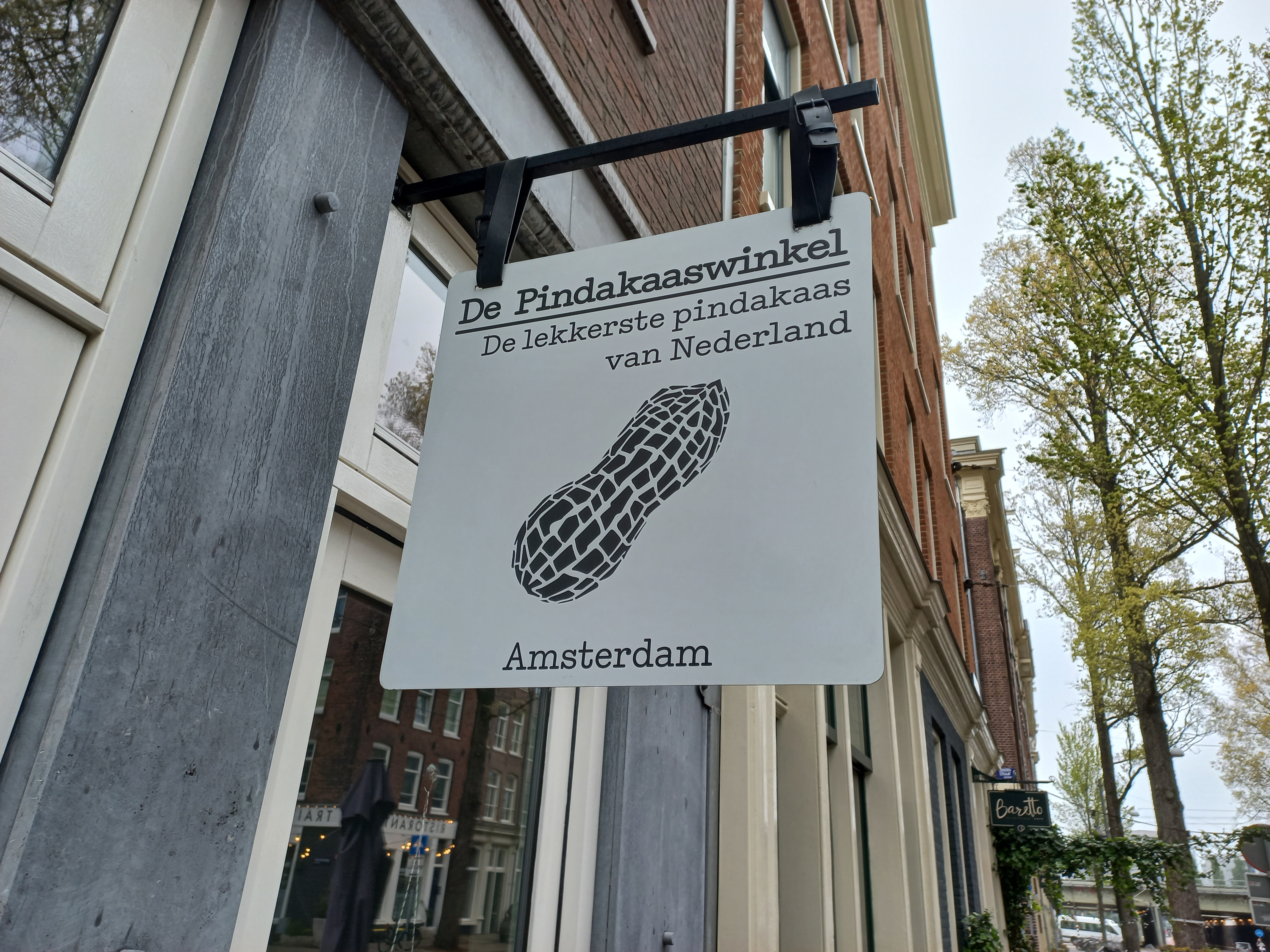
Pindakaaswinkel in Amsterdam (mei 2022)

Een monowinkel of superspeciaalzaak is een winkel die zich specialiseert in slechts één bepaald product. Voorbeelden binnen Nederland zijn de pindakaaswinkel, pepernotenwinkel en macaroniwinkel. Ter compensatie voor het feit dat monowinkels maar één product verkopen, wordt dit product echter wel in een beduidend groter aantal varianten verkocht dan bij de meeste supermarkten of ongespecificeerde winkels.
Binnen Nederland zijn monowinkels vooral veel in Amsterdam te vinden. De eerste monowinkel van Nederland, de badjassenwinkel, opende in 1985 zijn deuren, maar het verschijnsel kent vooral sinds 2012 grote groei. Aanvankelijk waren monowinkels vooral webwinkels.